# Seoudat Yitro
La seoudat Yitro (hébreu : סעודת יתרו « repas de Jethro », judéo-tunisien : chʿoudat Ytrou), aussi connue comme la « fête des garçons », est une fête familiale célébrée une fois par an par les Juifs originaires de Tunisie.
La fête a lieu le jeudi précédant la lecture de la parasha de Yitro (entre le 15 et le 24 Shevat), au cours de laquelle les Hébreux reçoivent les dix commandements. Ce jour de la semaine, connu comme le « cinquième jour », est jugé bénéfique pour protéger le garçon contre le mauvais œil. De nos jours, la tradition est surtout fêtée en France et en Israël où vit la diaspora tunisienne.
Une fête équivalente est célébrée par certains Juifs d'Algérie. Une fête similaire pour les filles est également inscrite au calendrier des Juifs tunisiens.

## Origines
Diverses explications existent autour de l'origine de cette fête qui marque un événement important par un repas :
- une épidémie de diphtérie aurait touché la Tunisie et causé de nombreux morts, notamment de jeunes garçons, avant de s'arrêter de façon miraculeuse durant la semaine de Yitro.
- Le chapitre XVIII de l'Exode évoque le repas offert par Moïse en l'honneur de son beau-père Jéthro ; une partie du repas aurait été présentée aux jeunes fils de Moïse dans de petits plats.
- Les rabbins enseignaient le judaïsme aux garçons dès l'âge de cinq ans, au cours d'une initiation au Talmud Torah.

D'abord limitée aux seuls garçons de cinq ans, le grand rabbin Abraham Taïeb conseille aux parents de l'étendre, pour y faire participer tous les jeunes garçons. Plus tard, certains autres rabbins ont déploré le caractère profane pris par la célébration.

## Déroulement
Le repas est servi ce jour-là dans de petits couverts en verre ou en argile utilisés à cette occasion. On y cuisine notamment un coquelet par garçon et des pâtisseries dont des makrouds et des yoyos. La table est décorée de petites bougies de différentes couleurs.
À cette occasion, les jeunes garçons récitent pour la première fois les commandements de cette parasha et des bénédictions. Des chansons et des poèmes liturgiques complètent la fête.